# Noterus crassicornis
Noterus crassicornis – gatunek wodnego chrząszcza z rodziny Noteridae i podrodziny Noterinae.

## Taksonomia
Gatunek ten został opisany w 1776 roku przez Otto Friedricha Müllera, jako Dytiscus crassicornis. Do czasu wyróżnienia rodziny Noteridae, klasyfikowany był w pływakowatych.

## Opis
Osiąga od 3,5 do 3,7 mm długości ciała. W obrysie jajowaty, z wierzchu wypukły. Przedplecze zwykle jaśniejsze niż u N. clavicornis, czerwonawe. Przedpiersie bez żeberka i ząbka. Piąty człon czułków samców wyraźnie dłuższy od szóstego. Pokrywy o punktach drobnych i bardziej licznych w przedniej części.

## Rozprzestrzenienie
Gatunek palearktyczny. W Europie podawany z: Austrii, Belgii, Bośni i Hercegowiny, Bułgarii, Białorusi, Chorwacji, Czech, Danii, Estonii, Finlandii, Francji, Holandii, Irlandii, byłej Jugosławii, Litwy, Luksemburga, Łotwy, Macedonii Północnej, Mołdawii, Niemiec, Norwegii, Polski, Słowacji, Słowenii, Szwecji, Ukrainy, Węgier, Wielkiej Brytanii, Włoch oraz Sycylii. W Rosji występuje w części środkowoeuropejskiej, południowoeuropejskiej, północnoeuropejskiej, wschodniosyberyjskiej i zachodniosyberyjskiej. Z Azji podawany ponadto z Cypru, Turcji, Iranu i Kaszmiru. Galewski wspomina o jego wykazaniu z Chin, ale nie potwierdza tego współczesny katalog.